# Nuspirit Helsinki
Nuspirit Helsinki – fiński projekt muzyczny prezentujący muzykę elektroniczna z gatunku downtempo. Zespół powstał w 1998 roku w Helsinkach z inicjatywy dwóch didżejów: Hannu Nieminena znanego jako Dj Ender i Tuomasa Kallio, wkrótce potem dołączył Toni Rantanen znany jako Dj Lil'Tony.

## Dyskografia
- Nuspirit Helsinki (2002[2])
- Single Collections for Japan Only (2002[3])
- Our Favorite Things (2008[4])